# Telipogon
Genre
Synonymes
- Astroglossus Rchb.f. ex Benth. & Hook.f.[2]
- Cordanthera L.O.Williams[2]
- Darwiniella Braas & Lückel[2]
- Darwiniera Braas & Lückel[2]
- Dipterostele Schltr.[2]
- Sodiroella Schltr.[2]
- Stellilabium Schltr.[2]

Telipogon est un genre de plantes de la famille des Orchidacées. Il a été décrit en 1816 par le botaniste allemand Karl Sigismund Kunth.

## Dénominations

### Taxinomie et nomenclature
Karl Sigismund Kunth caractérise ce genre par la présence d'un gynostème poilu. Il forme donc ce genre à partir des mots grecs anciens du grec ancien τέλος, telos (« fin ») et πώγων, pôgôn (« barbe »).

## Liste d'espèces
Selon Tropicos (16 avril 2017) (Attention liste brute contenant possiblement des synonymes) :
- Telipogon acicularis (Dressler) N.H. Williams & Dressler
- Telipogon albertii Rchb. f.
- Telipogon alegriae D.E. Benn. & Christenson
- Telipogon alexii N.H. Williams & Dressler
- Telipogon alticola (Dodson & R. Escobar) N.H. Williams & Dressler
- Telipogon alvarezii P. Ortiz
- Telipogon amoanus Bogarín
- Telipogon ampliflorus C. Schweinf.
- Telipogon anacristinae (Pupulin) N.H. Williams & Dressler
- Telipogon andicola Rchb. f.
- Telipogon andinus Dodson
- Telipogon andreetae Dodson & Hirtz
- Telipogon andreettae Dodson & Hirtz
- Telipogon angustifolius Kunth
- Telipogon antioquianus Rchb. f.
- Telipogon antisuyensis Nauray & A. Galán
- Telipogon antisuyuensis Nauray & A. Galán
- Telipogon antonietae D.E. Benn. & Ric. Fernández
- Telipogon ardeltianus Braas
- Telipogon ariasii Dodson & D.E. Benn.
- Telipogon astroglossus Rchb. f.
- Telipogon asuayanus Rchb. f.
- Telipogon atropurpureus D.E. Benn. & Ric. Fernández
- Telipogon aureus Lindl.
- Telipogon auriculata D.E. Benn. & Christenson
- Telipogon auriculatus D.E. Benn. & Christenson
- Telipogon auritus Rchb. f.
- Telipogon australis Dodson & Hirtz
- Telipogon austroperuvianus Nauray & A. Galán
- Telipogon ballesteroi Dodson & R. Escobar
- Telipogon barbozae (J.T. Atwood & Dressler) N.H. Williams & Dressler
- Telipogon benedicti Rchb. f.
- Telipogon bennettii (Dodson & R. Escobar) N.H. Williams & Dressler
- Telipogon bergoldii (Garay & Dunst.) N.H. Williams & Dressler
- Telipogon berthae P. Ortiz
- Telipogon biolleyi Schltr.
- Telipogon boissierianus Rchb. f.
- Telipogon bolivianensis Dodson & Vásquez
- Telipogon boliviensis (R. Vásquez & Dodson) N.H. Williams & Dressler
- Telipogon bombiformis Dressler
- Telipogon bowmanii Rchb. f.
- Telipogon boylei (J.T. Atwood) N.H. Williams & Dressler
- Telipogon bruchmuelleri Rchb. f.
- Telipogon buenaventurae Kraenzl.
- Telipogon buenavistae Kraenzl.
- Telipogon bullpenensis (J.T. Atwood) N.H. Williams & Dressler
- Telipogon butcheri Dodson & R. Escobar
- Telipogon butchii N.H. Williams & Dressler
- Telipogon calueri N.H. Williams & Dressler
- Telipogon camargoi Szlach. & Kolan.
- Telipogon campbelliorum (J.T. Atwood) N.H. Williams & Dressler
- Telipogon campoverdei D.E. Benn. & Ric. Fernández
- Telipogon caroliae Dodson & R. Escobar
- Telipogon casadevalliae Nauray, A. Galán & M. Mamani
- Telipogon cascajalensis Dodson & R. Escobar
- Telipogon caucanus Schltr.
- Telipogon caulescens Dressler
- Telipogon chiriquiensis Dodson & R. Escobar
- Telipogon christobalensis Kraenzl.
- Telipogon chrysocrates Rchb. f.
- Telipogon collantesii D.E. Benn. & Christenson
- Telipogon costaricensis Schltr.
- Telipogon cotapatensis I. Jiménez
- Telipogon cristinae P. Ortiz
- Telipogon croesus Rchb. f.
- Telipogon cundinamarcae Szlach. & Kolan.
- Telipogon cuscoensis Nauray & Christenson
- Telipogon cuyujensis Dodson & R. Escobar
- Telipogon cycloglossus Schltr.
- Telipogon dalstromii Dodson
- Telipogon davidsonii D.E. Benn. & Christenson
- Telipogon dendriticus Rchb. f.
- Telipogon diabolicus Kolan., Szlach. & Medina Tr.
- Telipogon distantiflorus (Ames & C. Schweinf.) N.H. Williams & Dressler
- Telipogon dodsonii Braas
- Telipogon dubius Rchb. f.
- Telipogon eberhardii Braas
- Telipogon eberhardtii Braas
- Telipogon ecuadorensis Schltr.
- Telipogon elcimeyae Braas & Horich
- Telipogon embreei N.H. Williams & Dressler
- Telipogon endresianus Kraenzl.
- Telipogon erratus (Dressler) N.H. Williams & Dressler
- Telipogon esperanzae P. Ortiz
- Telipogon falcatus Linden & Rchb. f.
- Telipogon farfanii Nauray & A. Galán
- Telipogon felinus Rchb. f.
- Telipogon fortunae (Dressler) N.H. Williams & Dressler
- Telipogon fractus Dressler
- Telipogon fritillum Rchb. f. & Warsz.
- Telipogon frymirei Dodson
- Telipogon genegeorgei D.E. Benn. & Ric. Fernández
- Telipogon gentryi ined. Dodson
- Telipogon glicensteinii Dodson & R. Escobar
- Telipogon gnomus Schltr.
- Telipogon gracilipes Schltr.
- Telipogon gracilis Schltr.
- Telipogon griesbeckii Dressler
- Telipogon guacamayensis Dodson & R. Escobar
- Telipogon guerrillero Dodson & R. Escobar
- Telipogon gustavi Rchb. f.
- Telipogon gymnostele Rchb. f.
- Telipogon güila Dodson & R. Escobar
- Telipogon hagsateri Dodson & R. Escobar
- Telipogon hartwegii Rchb. f.
- Telipogon hastatus Rchb. f.
- Telipogon hauschildianus Braas
- Telipogon hausmanni Rchb. f.
- Telipogon hausmannianus Rchb. f.
- Telipogon helleri (L.O. Williams) N.H. Williams & Dressler
- Telipogon hemimelas Rchb. f.
- Telipogon hercules Rchb. f. ex Kraenzl.
- Telipogon hirtzii Dodson & R. Escobar
- Telipogon hoppii Schltr.
- Telipogon horichianus Braas
- Telipogon hutchisonii Dodson & D.E. Benn.
- Telipogon hystrix (Dodson) N.H. Williams & Dressler
- Telipogon ibischii (R. Vásquez) N.H. Williams & Dressler
- Telipogon immaculatus Christenson
- Telipogon intis Braas
- Telipogon ionopogon Rchb. f.
- Telipogon isabelae Dodson & Hirtz
- Telipogon javiercastroviejoi Nauray & A. Galán
- Telipogon jimburensis Dodson & R. Escobar
- Telipogon jimenezii Dodson & R. Escobar
- Telipogon jostii (Dodson) N.H. Williams & Dressler
- Telipogon juan-torrezii I. Jiménez
- Telipogon jucusbambae Dodson & R.Escobar
- Telipogon jucusbambae ined. Dodson & R. Escobar
- Telipogon kalbreyerianus Kraenzl.
- Telipogon karsteae Dodson & Ed.Sánchez
- Telipogon klotzscheanus Rchb. f.
- Telipogon koechlinorum Collantes & C. Martel
- Telipogon lagunae Schltr.
- Telipogon lankesteri Ames
- Telipogon latifolius Kunth
- Telipogon lehmannii Schltr.
- Telipogon leila-alexandrae Braas
- Telipogon leviceps Dressler
- Telipogon loxensis Dodson & Hirtz
- Telipogon lueri Dodson & D.E. Benn.
- Telipogon machupicchuensis Nauray & Christenson
- Telipogon macroglottis Rchb. f.
- Telipogon maduroi Dressler
- Telipogon maldonadoensis Dodson & R. Escobar
- Telipogon maloi Dodson & R. Escobar
- Telipogon mariae P. Ortiz
- Telipogon marlenae Nauray & A. Galán
- Telipogon marleneae Nauray & A. Galán
- Telipogon medusae Dressler
- Telipogon mendiolae Dodson & D.E. Benn.
- Telipogon mesotropicalis Nauray & A. Galán
- Telipogon microglossus (Schltr.) N.H. Williams & Dressler
- Telipogon minutiflorus Kraenzl.
- Telipogon monteverdensis (J.T. Atwood) N.H. Williams & Dressler
- Telipogon monticola L.O. Williams
- Telipogon morganiae (Dodson) N.H. Williams & Dressler
- Telipogon morii (Dressler) N.H. Williams & Dressler
- Telipogon musaicus Rchb. f.
- Telipogon nervosus Druce
- Telipogon nigropurpureus P. Ortiz
- Telipogon nirii Ackerman
- Telipogon nitens Rchb. f.
- Telipogon nobilis Dressler
- Telipogon nunnezii Dressler
- Telipogon obovatus Lindl.
- Telipogon ochraceus Garay
- Telipogon octavioi Dodson & R. Escobar
- Telipogon oliganthus I. Jiménez
- Telipogon olmosii Dressler
- Telipogon ortizii Dodson & R. Escobar
- Telipogon ospinae Dodson & R. Escobar
- Telipogon pachensis Rchb. f.
- Telipogon pachyhybos Schltr.
- Telipogon pampatamboensis (Dodson & R. Vásquez) N.H. Williams & Dressler
- Telipogon pamplonensis Rchb. f.
- Telipogon panamensis Dodson & R. Escobar
- Telipogon papilio Rchb. f. & Warsz.
- Telipogon parvulus C. Schweinf.
- Telipogon pastoanus Schltr.
- Telipogon patinii Rchb. f.
- Telipogon paucartambensis Farfán, Nauray & A. Galán
- Telipogon penningtonii Dodson & R. Escobar
- Telipogon perlobatus (Senghas) N.H. Williams & Dressler
- Telipogon personatus Dressler
- Telipogon peruvianus T. Hashim.
- Telipogon pfavii Schltr.
- Telipogon phalaena Rchb. f. ex Kraenzl.
- Telipogon phalaenopsis Braas
- Telipogon phuyupatamarcensis W. Galiano, P. Núñez & Tupay.
- Telipogon piyacnuensis D.E. Benn. & Christenson
- Telipogon pogonostalix Rchb. f.
- Telipogon polymerus Rchb. f.
- Telipogon polyneuros Rchb. f. ex Kraenzl.
- Telipogon polyrrhizus Rchb. f.
- Telipogon portillae Christenson
- Telipogon portilloi Dodson & R. Escobar
- Telipogon povedanus P. Ortiz
- Telipogon pseudobulbosus (D.E. Benn. & Christenson) N.H. Williams & Dressler
- Telipogon pubescens I. Jiménez
- Telipogon pulcher Rchb. f.
- Telipogon puruantensis Dodson & R. Escobar
- Telipogon putumayensis Dodson & R. Escobar
- Telipogon radiatus Rchb. f.
- Telipogon rafaelianus Dodson & R. Escobar
- Telipogon retanarum Dodson & R. Escobar
- Telipogon reticulatus Dressler
- Telipogon reventadorensis N.H. Williams & Dressler
- Telipogon rhombipetalus C. Schweinf.
- Telipogon roberti N.H. Williams & Dressler
- Telipogon roezlii Rchb. f.
- Telipogon roseus Garay
- Telipogon rotundilabius Szlach. & Kolan.
- Telipogon salamancae Szlach. & Kolan.
- Telipogon salinasiae Farfán & Moretz
- Telipogon sanchezii Dodson & Hirtz
- Telipogon santiagocastroviejoi Nauray, A. Galán & R. Farfán
- Telipogon sarae L. Baquero & Fortunato
- Telipogon saraguroensis Dodson & Ed.Sánchez
- Telipogon sayakoae D.E. Benn. & Christenson
- Telipogon schmidtchenii Rchb. f. ex Kraenzl.
- Telipogon schneideri Szlach. & Kolan.
- Telipogon seibertii Dodson & R. Escobar
- Telipogon selbyanus N.H. Williams & Dressler
- Telipogon semipictus Rchb. f. ex Kraenzl.
- Telipogon setosus Ames
- Telipogon sibundoyensis Szlach., Kolan. & Medina Tr.
- Telipogon smaragdinus (Pupulin & M.A. Blanco) N.H. Williams & Dressler
- Telipogon sprucei Kraenzl.
- Telipogon standleyi Ames
- Telipogon steinii Dodson & R. Escobar
- Telipogon steyermarkii Foldats
- Telipogon stinae Dodson & Dalström
- Telipogon storkii Ames & C. Schweinf.
- Telipogon suarezii D.E. Benn. & Christenson
- Telipogon suffusus Rchb. f. ex Kraenzl.
- Telipogon szmitii Szlach., Mytnik & Baranow
- Telipogon tabanensis Dodson & R. Escobar
- Telipogon tamboensis Dodson & Hirtz
- Telipogon tanii (Dodson) N.H. Williams & Dressler
- Telipogon tayacajaensis D.E. Benn. & Christenson
- Telipogon tessellatus Lindl.
- Telipogon teuscheri Garay
- Telipogon thomasii Dodson & R. Escobar
- Telipogon tsipiriensis (Pupulin) N.H. Williams & Dressler
- Telipogon tungurahuae Dodson & R. Escobar
- Telipogon tupayachii Nauray & A. Galán
- Telipogon urceolatus C. Schweinf.
- Telipogon uribei P. Ortiz
- Telipogon valenciae Dodson & R. Escobar
- Telipogon vampyrus Braas & Horich
- Telipogon vargasii C. Schweinf.
- Telipogon vasquezii Dodson
- Telipogon venustus Schltr.
- Telipogon vieirae Dodson & R. Escobar
- Telipogon vollesii Dodson & R. Escobar
- Telipogon vulcanicus Dodson & Hirtz
- Telipogon wallisii Rchb. f.
- Telipogon warscewiczii Rchb. f.
- Telipogon williamsii P. Ortiz
- Telipogon yolandae P. Ortiz
- Telipogon zephyrinus Rchb. f.